# Sandra Laoura
Sandra Laoura, née le 21 juillet 1980 à Constantine (Algérie), est une skieuse acrobatique française, spécialisée dans les épreuves de bosses. 
Au cours de sa carrière, elle a notamment remporté une médaille de bronze lors des Jeux olympiques d'hiver de 2006 à Turin en bosses et est montée à quatre reprises sur un podium dans une épreuve de coupe du monde. 
En 2007, elle est victime d'une lourde chute à l'entraînement au Mont-Gabriel (Canada), se fracturant deux vertèbres, ce qui lui fait perdre l'usage de ses jambes.

## Biographie
Sandra Laoura est née à Constantine avant de déménager avec sa famille en France à  l'âge de deux ans, d'abord à Avignon puis à La Plagne, en Savoie.

### Débuts sportifs
Elle fait du ski freestyle sa passion et intègre l'équipe de France. Après avoir remporté la Coupe d'Europe de bosses simples et parallèles en 2000, elle participe aux Coupes du monde, obtenant quatre podiums entre 2003 et 2006. Elle participe en particulier aux Jeux olympiques d'hiver de 2006 à Turin et devient le 11 février 2006 la première médaillée française de ces jeux dans l'épreuve de bosses derrière la Canadienne championne olympique Jennifer Heil et la Norvégienne Kari Traa.

### Accident et fin de carrière sportive
Elle revient en 2007 avec de nouvelles ambitions en coupe du monde et aux futurs championnats du monde, mais le 5 janvier 2007 durant son entraînement lors de la première épreuve de la saison, elle est victime d'une chute en se réceptionnant sur le dos après une bosse sur le site de Mont-Gabriel au Québec, se blesse gravement et se fracture deux vertèbres. Opérée en urgence à Montréal, elle est ensuite rapatriée en France, où elle est suivie par des médecins pour la rééducation de ses membres inférieurs,. En décembre 2010, elle n'a toujours aucune sensation au niveau des jambes mais elle poursuit sa rééducation au Portugal.

### Reconversion
À la suite de l'impossibilité de poursuivre sa carrière sportive, elle fut consultante pour Europe 1 et Canal+ lors du championnat du monde 2009. Elle est également consultante pour France Télévisions dans le cadre des Jeux olympiques d'hiver de 2010 à Vancouver au Canada, ainsi que pour la chaine Eurosport à l'émission Hors-piste, où elle est l'une des tois consultantes avec Christel Pascal et Sandrine Bailly. Elle participe à l'émission de France 3 Le Match des experts, comme consultante.
Sandra travaille aujourd'hui au Comité national olympique et sportif français (CNOSF).

## Palmarès

### Jeux olympiques d'hiver
- Jeux olympiques de 2006 à Turin (Italie) :
  -  Médaille de bronze en bosses

### Coupe du monde
- Meilleur classement au général : 28e en 2005
- Meilleur classement en bosses : 5e en 2003
- 4 podiums (tous en bosses)

### Championnats de France
- 3 fois championne de France de ski de bosses : 2004, 2005 et 2006
- 3 fois championne de France de ski de bosses parallèles : 2004, 2005 et 2006